# 羅鎬至
羅鎬至（1998年1月27日—），是一名台灣舉重運動員，出生於臺東縣知本地區。他曾獲得2015年世界青少年舉重錦標賽男子94公斤級亞軍。